# クリステン・ダルトン

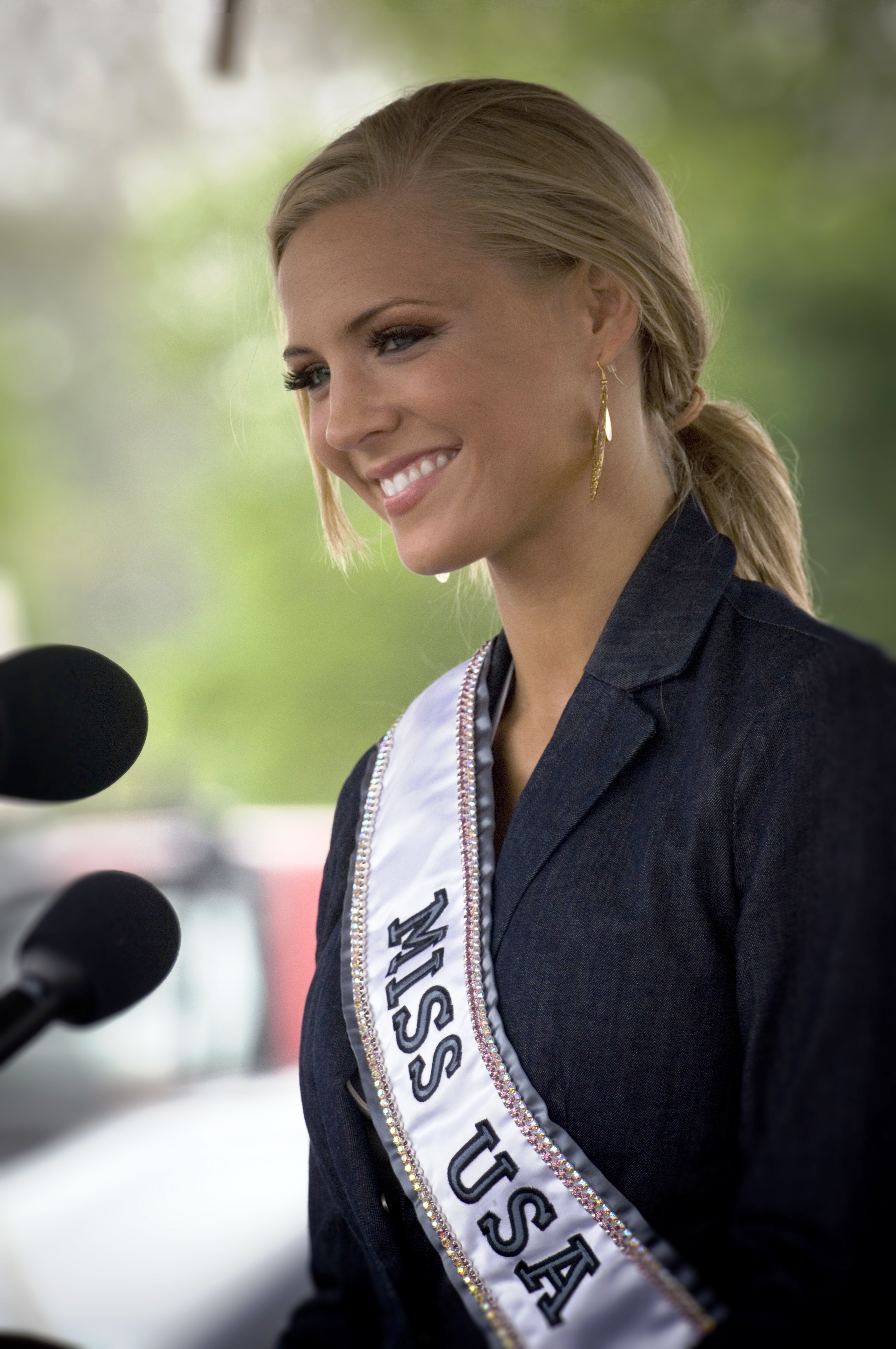
クリステン・ダルトン

クリステン・ダルトン （Kristen Jeannine Dalton、1986年12月13日 - ）は、アメリカ合衆国・ノースカロライナ州出身の女性。2009年度ミスUSAのタイトル保持者である。
ウィルミントンで生まれた。イギリス系及びドイツ系である。母ジーニーは1982年度のミス・ノースカロライナUSAであり、実妹ジュリアは2008年度ミス・ティーンUSA第3位である。妹ケンジーは俳優チャド・マイケル・マーレイと婚約している。
ミス・ユニバース2009に出場し、10位となった。